# .af
.af（源自阿富汗一词的英語：的缩写“Af”）為阿富汗在互联网域名系统中拥有的國家及地區頂級域（ccTLD）。

## 历史沿革

阿富汗伊斯蘭共和國時期的.AF標誌

.af域的注册局事务最早于1997年10月被委派给阿富汗伊斯兰酋长国喀布尔市的一位市民阿卜杜勒·阿齐兹，其本人担任经理人职务，并由位于英国伦敦的NetNames公司作为技术支持服务商。NetNames根据互联网号码分配局（IANA）的安排，临时提供.af域名的维护和注册服务，直到阿富汗本土可以出现稳定的注册局运营服务。然而在接下来的两年多时间内，不断持续的内战导致阿齐兹本人愈发困难地履行职责。NetNames考虑到当时阿富汗的动荡局势，与IANA协商并决定终止了新.af域名的注册，但仍继续提供DNS解析服务。
在2000年早些时候，无论是发送邮件、打电话还是纸质信件，IANA和NetNames均无法联系到阿齐兹本人，且无法确认其本人是否仍在阿富汗境内，甚至存活。塔利班政权的最高领导人毛拉·穆罕默德·奥马尔·穆贾西德更于2001年8月25日正式禁止了所有非政府名义的互联网使用。
2001年11月13日，塔利班武装力量从喀布尔撤离。随后，联合国主持的对话在德国波恩举行，多个反对塔利班的阿富汗组织于12月22日商讨并组建了阿富汗临时行政当局。当年最后一天，联合国开发计划署（UNDP）信息系统和技术办公室主任劳伦斯·扬联系IANA，表达对临时当局的认可，并咨询掌管.af注册局管理的事宜。当时在阿富汗几乎没有成型的互联网社群，只有少数互联网链接指向在喀布尔的国际组织和非政府组织。IANA随后表态，十分愿意得到UNDP的帮助以恢复注册局，并知晓UNDP是临时的赞助人。
接下来的数月，IANA与UNDP员工一同工作，向UNDP员工解释了一个正常运作的ccTLD注册局在技术和管理上的需求，并准备必需的技术、管理和政策安排。
2002年6月，阿富汗伊斯兰过渡政府从临时当局接管了政府权力。9月10日过渡政府下属通信部部长联合UNDP向IANA提交了顶级域重新授权准备文件，其中包括：
1. 阿富汗伊斯兰过渡政府通信部部长穆罕默德·马苏姆·斯塔内克扎伊向IANA发出的求职信（页面存档备份，存于）
2. 阿富汗互联网社群介绍和政府建设互联网的计划（页面存档备份，存于）
3. .af域技术文档（页面存档备份，存于）
4. 对.af顶级域的展望（包含管理和注册政策）（页面存档备份，存于）
5. 原经理人阿卜杜勒·阿齐兹的签名授权信件（页面存档备份，存于）

2002年11月，ICANN董事会通过了与.af注册局的谅解备忘录，穆罕默德·马苏姆·斯塔内克扎伊将出任注册局管理员职务，UNDP工作人员马克·勒帕热将成为技术负责人。该备忘录于2003年1月8日生效，标志着.af域再次投入使用。

## 注册限制
.af域严禁用于：
1. 展示色情内容；
2. 用于病毒传播，或发送垃圾邮件；
3. 违背阿富汗法律的行为。

### 三级域限制
根据注册局文件，共有5个特殊的三级域：
| 序号 | 名称    | 用途       | 要求                                         |
| ---- | ------- | ---------- | -------------------------------------------- |
| 1    | .gov.af | 政府机构   | 仅限阿富汗政府机构                           |
| 2    | .com.af | 商业机构   | 经阿富汗商务部批准的商业或贸易机构           |
| 3    | .org.af | 非商业组织 | 拥有经政府部门或个人批准的注册文件的指定机构 |
| 4    | .net.af | 网络机构   |                                              |
| 5    | .edu.af | 教育机构   |                                              |

## 外部連結
- .af域名whois工具（英文）